# Lunita camba
Lunita Camba es una canción del compositor Percy Ávila, considerada una de las canciones más representativas del departamento de Santa Cruz, Bolivia. 
El ritmo de la canción es un taquirari y se dice que el compositor se inspiró en una noche de luna llena del año 1964 en un viaje entre Santa Cruz y Cochabamba.Percy Ávila publicó esta canción en 1966 bajo el sello discográfico Lyra de Discolandia. Era su primer disco como solista y contaba con el acompañamiento de Orlando Rojas Rojas. En el disco había otros tres temas: “Camiri mi pueblo querido”, “Mamá te quiero mamá” y el taquirari-chovena “Jusa jusa buey”, pero "Lunita Camba" terminó por convertirse en la canción más recordada del disco.
La interpretación más conocida de Lunita Camba es la de Gladys Moreno, quien fue nombrada "Embajadora de la Canción Boliviana" durante el Gobierno de Víctor Paz Estenssoro.Otros grupos que también han interpretado la canción son Los Cambitas, Las hermanas Saldaña y Guísela Santa Cruz, en Bolivia. A nivel internacional la agrupación chilena Inti Illimani incluyó la canción en su álbum Si somos americanos, grabado en la ciudad de La Paz.

## Características
La canción refleja en su letra numerosos regionalismos, así por ejemplo los versos:
En una tutuma podría caber
toda la alegría que yo conseguí,
un gran jasayé no podría a la vez
con todas las penas que dejaron en mí.
Ay, lunita
que entre nubes
sos un curucusí
En los que se incluyen vocablos derivados del quechua, bésiro y guaraní que integran el habla popular de la ciudad de Santa Cruz.